# Łażyn (gmina Nowa Wieś Wielka)

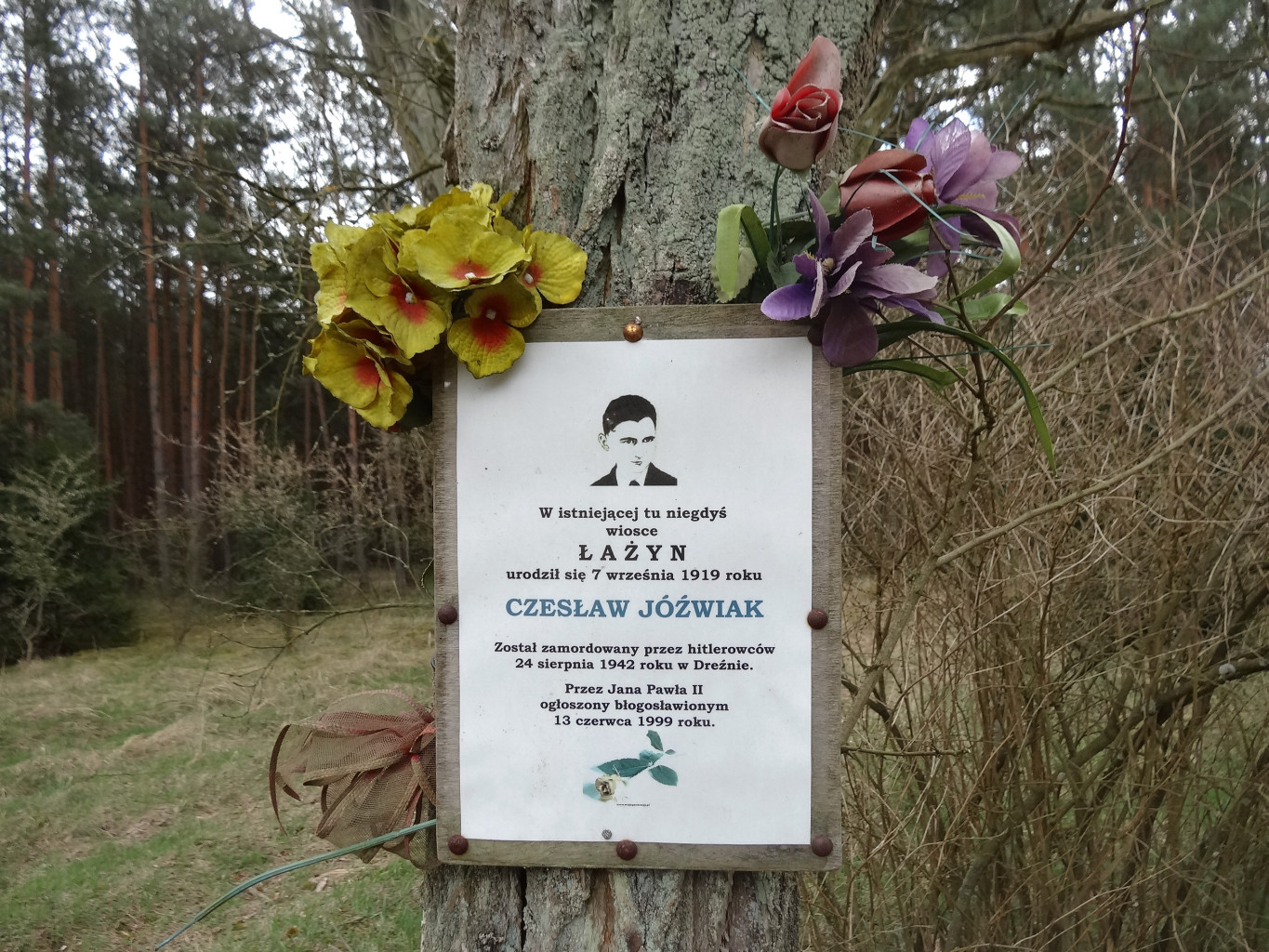
Tablica pamiątkowa urodzonego w Łażynie błogosławionego Czesława Jóźwiaka

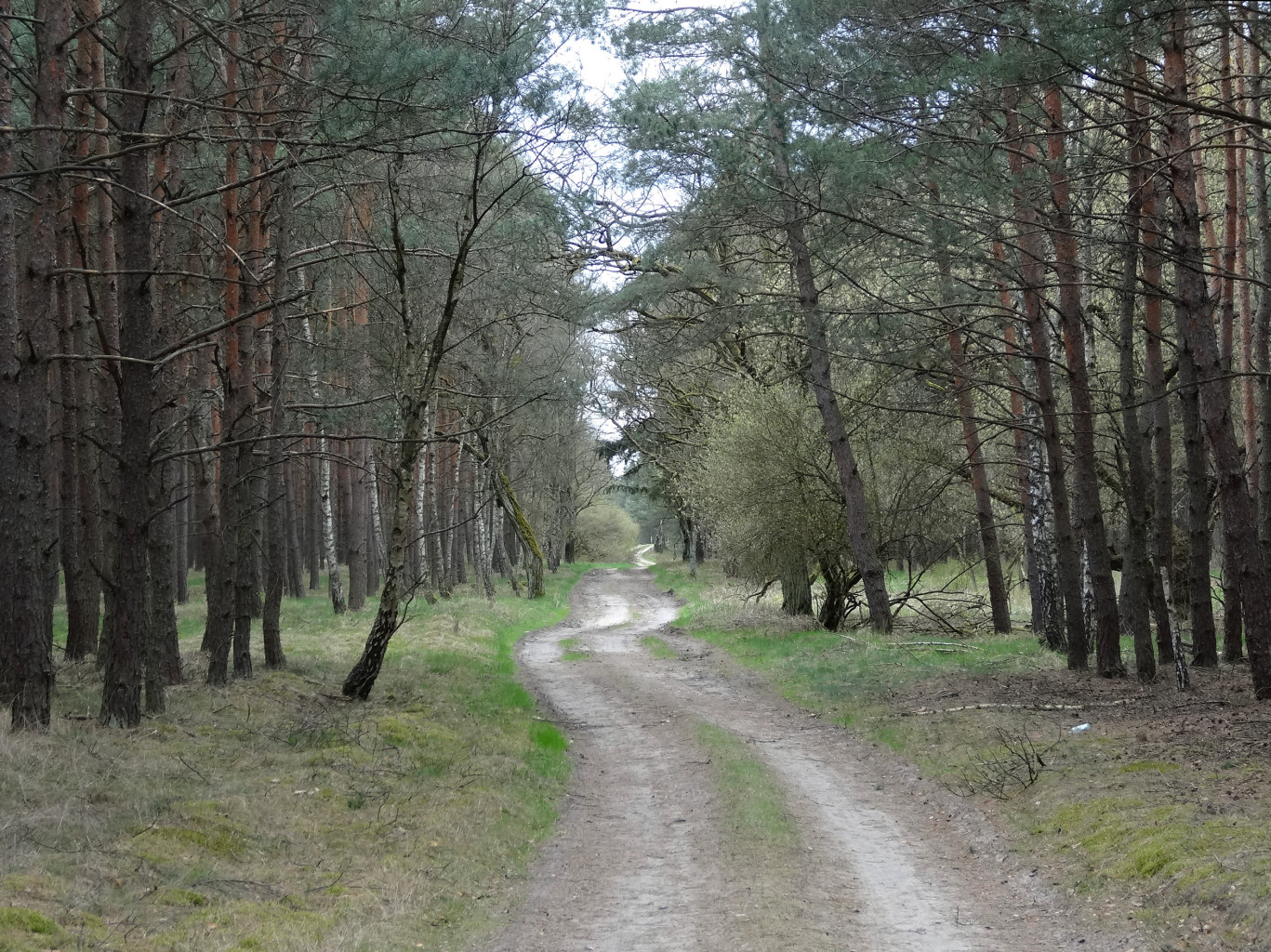
Dawna droga wiejska w Łażynie

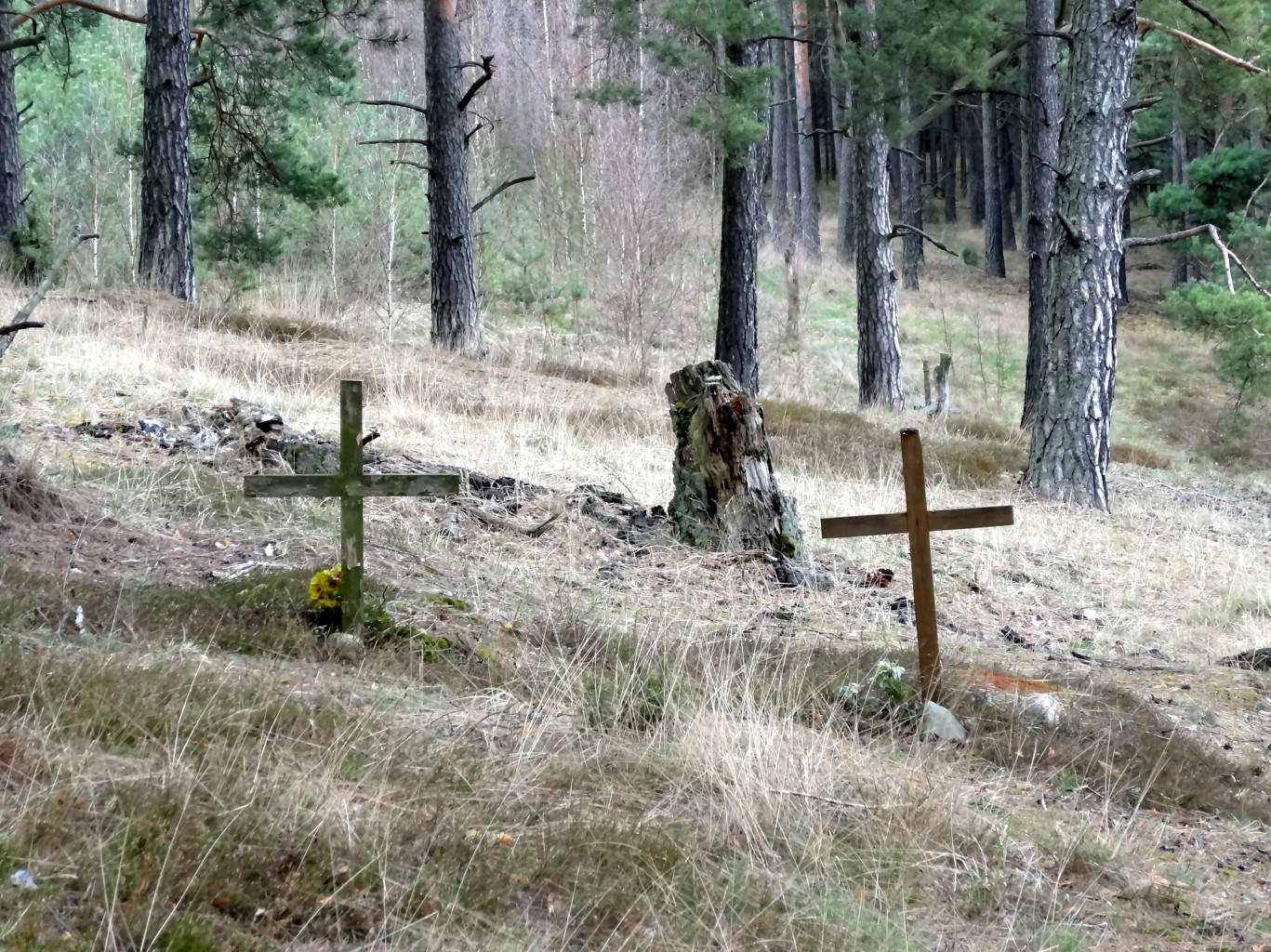
Opuszczony cmentarz w Łażynie

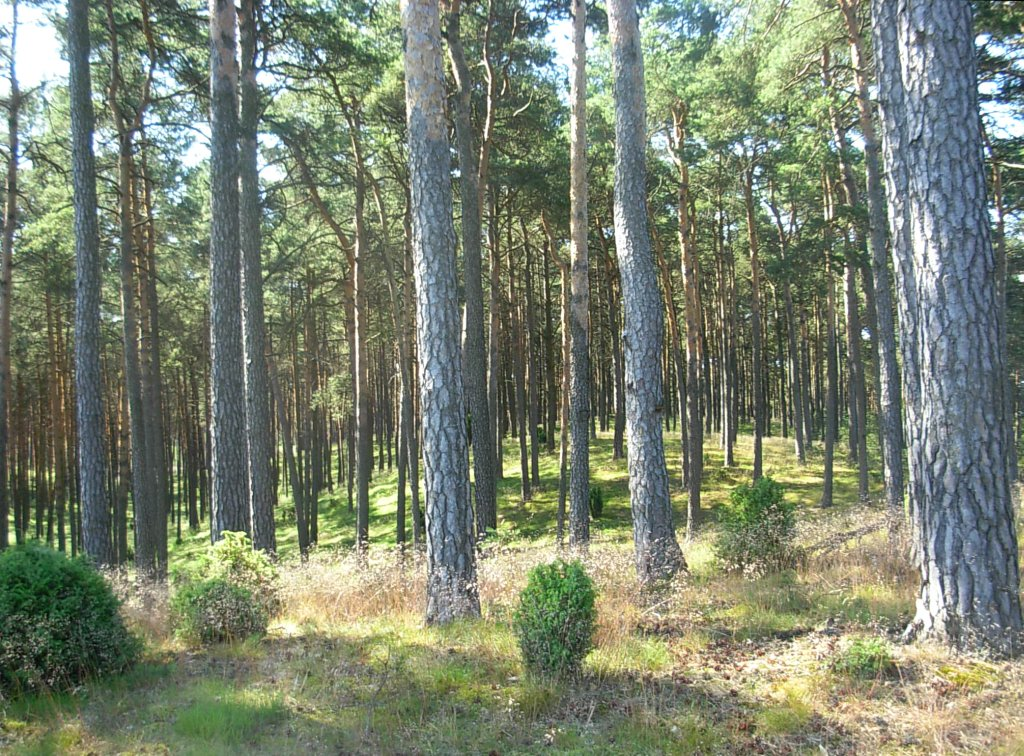
Bór sosnowy w okolicach Łażyna

Łażyn – miejscowość w Polsce, położona w woj. kujawsko-pomorskim, w powiecie bydgoskim, w gminie Nowa Wieś Wielka.
W latach 1975–1998 miejscowość administracyjnie należała do województwa bydgoskiego.

## Położenie
Łażyn jest miejscowością niesołecką usytuowaną w Puszczy Bydgoskiej, na południowy wschód od Bydgoszczy, około 3 km na wschód od jeziora Jezuickiego. Pod względem fizyczno-geograficznym leży w obrębie Pradoliny Toruńsko-Eberswaldzkiej w mezoregionie Kotlina Toruńska i mikroregionie Wydmy Puszczy Bydgoskiej.

## Charakterystyka
Łażyn jest niewielką osadą położoną w lesie, w oddaleniu od ruchliwych szlaków komunikacyjnych. W przeszłości była to wieś licząca kilkaset osób. Pierwotna osada zajmowała enklawę w Puszczy Bydgoskiej, gdzie znajdowały się wilgotniejsze siedliska, łąki i torfowiska. W XIX wieku na północ od Łażyna na wykarczowanej polanie leśnej powstała duża wieś zwana Emilianowo, którą po 1920 r. również nazwano Łażynem.
Od tego czasu rozróżnia się w nazewnictwie dwie części wsi. Część północna (dawne Emilianowo) to Łażyn Duży, natomiast część południowa (Łażyn staropolski) to Łażyn Mały. Po II wojnie światowej tylko część ludności wróciła do wsi, względnie zajęła opuszczone gospodarstwa poniemieckie. Życie w oddaleniu od udogodnień cywilizacji, na jałowych piaskach wydmowych nie było atrakcyjne dla osadników. Już w latach 50. wieś była w dużym stopniu wyludniona, a w latach 70. na opuszczone posesje wkroczyła sukcesja leśna. Na terenie Łażyna Dużego pozostały nieliczne ślady dawnego osadnictwa. Są to przede wszystkim zdziczałe żywopłoty, drzewa owocowe, pozostałości fundamentów oraz cmentarz. Podobny los dotknął również Łażyn Mały, gdzie pozostała jedynie leśniczówka oraz stary cmentarz.
Obecnie nazwa Łażyn dotyczy leśnictwa oraz stanowi nazwę historyczną zanikłej wsi. Leśnictwo wchodzi w skład Nadleśnictwa Solec Kujawski. Jego powierzchnia wynosi 1462 ha z czego 1410 ha to powierzchnia leśna a 53 ha stanowi powierzchnię nieleśną.
W 2002 roku na północny wschód od Łażyna Dużego utworzono leśny rezerwat przyrody Łażyn, w którym chroniony jest starodrzew sosnowy reprezentatywny dla Puszczy Bydgoskiej. Miejscowość otoczona jest Obszarem Chronionego Krajobrazu Wydm Kotliny Toruńsko-Bydgoskiej.
Przez Łażyn Duży prowadzi  pieszy szlak “Komputerków” wiodący z Bydgoszczy poprzez Piecki i Puszczę Bydgoską do Solca Kujawskiego. W 6.10.2018 r. zainaugurowany został nowy szlak im. bł. Czesława Jóźwiaka, męczennika II wojny światowej, oznakowany kolorem , a opracowany przez historyka Pawła Gąsiorowskiego i Ryszarda Seidla, przechodzący przez miejsce, gdzie w 2011 r. na skrzyżowaniu dróg zainstalowali tabliczkę informacyjną o bł. Czesławie Jóźwiaku, następnie w 2017 pamiątkowy obelisk. Szlak zaczyna się przy kościele w Brzozie, biegnie w kierunku wschodnim przez Puszczę Bydgoską do Łażyna, a dalej prowadzi w kierunku południowym, kończąc się przy kościele w Nowej Wsi Wielkiej. Łącznie liczy 16,9 kilometra.

## Historia
Łażyn jest osadą o stosunkowo bogatych tradycjach osadniczych jak na warunki Puszczy Bydgoskiej, gdzie osadnictwo z powodów środowiskowych (niezdatne dla rolnictwa gleby, duże zalesienie) pojawiło się stosunkowo późno. W XVI wieku Łażyn należał do parafii rzymskokatolickiej w Liszkowie. Wieś zajmowała enklawę wśród lasów położoną na wschód od jeziora Jezuickiego, gdzie znajdowały się podmokłe łąki i torfowiska, umożliwiające m.in. wypas zwierząt hodowlanych. Osada, jak również otaczające lasy stanowiły królewszczyznę, będącą uposażeniem starostwa bydgoskiego.
Pierwsze dokładniejsze źródła pisane o osadzie Łażyn pochodzą z inwentarza starostwa bydgoskiego datowanego na lata 80. XVII wieku Podobnie, jak w innych enklawach założonych w Puszczy Bydgoskiej (Lesice, Nowa Wieś, Chrośna) mieszkali tu smolarze trudniący się wyrobem smoły drzewnej. W 1717 roku miejscowość odnotowano jako całkowicie opuszczoną, podczas gdy przedtem mieszkali tu „owczarz i smolnik”. 5 lipca 1741 r. wieś otrzymał w kontrakcie owczarz Jakub Kotz, który obowiązany był opłacać czynsz, pogłówne i hibernę na rzecz wójta bydgoskiego. Kontrakt zatwierdziła w 1746 r. kancelaria króla Augusta III. W 1765 roku wieś posiadała 2 włóki ziemi uprawnej i była opodatkowana kwotą 104 florenów.
Z mapy topograficznej Friedricha von Schröttera (1798-1802) wynika, że wieś znajdowała się na łąkach otoczonych lasem w pobliżu niewielkiego stawu. W XIX wieku nazwę miejscowości zmieniono na Kleinwalde po likwidacji na mocy decyzji Parlamentu Frankfurckiego w roku 1848 i przemianowane na Prowincję Poznańską Wielkiego Księstwa Poznańskiego(utworzonego na Kongresie Wiedeńskim w 1815 roku, z byłych departamentów poznańskiego i bydgoskiego, zlikwidowanego w 1813 r. Księstwa Warszawskiego. Wieś rozrosła się wskutek napływu kolonistów niemieckich na tereny pod zaborem pruskim. Spis miejscowości rejencji bydgoskiej z 1833 r. podaje, że w Łażynie i Czerskich Błotach (niem. Laschin und Czersker Blotte) w powiecie bydgoskim mieszkało 84 osób (82 ewangelików, 2 katolików) w 15 domach. Według opisu Jana Nepomucena Bobrowicza z 1846 r. wieś Łażyn i folwark Czerskie Błota należały do rządowej domeny bydgoskiej. Kolejny spis z 1860 r. podaje, że we wsi Lazin mieszkało 99 osób (98 ewangelików, 1 katolik) w 15 domach. Szkoła ewangelicka znajdowała się na miejscu, natomiast najbliższa szkoła katolicka znajdowała się w Dobromierzu. Miejscowość należała do parafii katolickiej i ewangelickiej w Bydgoszczy.
Z kolei Słownik geograficzny Królestwa Polskiego dla roku 1884 podaje, że Łażyn (niem. Kleinwalde) był wsią w powiecie bydgoskim. Mieszkało tu 90 osób (88 ewangelików, 2 katolików) w 16 domach. Najbliższa poczta, telegraf i stacja kolejowa znajdowała się w Chmielnikach. Około 2 km na północ od wsi powstała w XIX wieku większa od Łażyna wieś zwana Emilianowo (na niektórych pruskich mapach topograficznych zaliczana do wsi Kleinwalde), która w 1884 roku liczyła 261 osób w 41 domach. Powstanie tej wsi na wykarczowanej polanie należy wiązać prawdopodobnie z osadzeniem pracowników w kontekście zapoczątkowanej w 1845 r. planowej gospodarki leśnej w Puszczy Bydgoskiej. Dokonano wówczas podziału przestrzennego Puszczy na kwadratowe oddziały i ostępy, a w II połowie XIX w. prowadzono odnowienia sztuczne, które doprowadziły do powstania monokultur sosnowych. Wieś widnieje również, jako Kleinwalde, w wydanym w 1912 Meyers Orts- und Verkehrs-Lexikon des Deutschen Reichs Podaje on liczbę ludności ówczesnego Łażyna (pod nazwą Kleinwalde) jako 245 osób.
W styczniu 1920 roku na mocy traktatu wersalskiego miejscowość znalazła się w granicach odrodzonej Polski. Przywrócono wówczas polską nazwę miejscowości Łażyn. Na Łażyn przemianowano wieś Emilianowo (niem. Emilienau), a zabudowania na terenie dawnej staropolskiej wsi Łażyn (niem. Kleinwalde) stały się przysiółkiem. Wieś widoczna na mapach Wojskowego Instytutu Geograficznego z okresu międzywojennego była stosunkowo duża. Północna część wsi (dawne Emilianowo) zajmowała polanę leśną wydłużoną na kierunku wschód-zachód i opartą od północy o podnóża wydm śródlądowych. Część południowa (dawne Kleinwalde) leżała w obrębie łąk i torfowisk, otoczonych wyspami leśnymi.
Spis ludności z dnia 30 września 1921 r. wykazał, że wieś Łażyn liczyła 202 mieszkańców (28 Polaków, 174 Niemców), którzy zamieszkiwali 51 domów. W 1930 r. w odległości ok. 1 km od zachodniego krańca wsi zbudowano kolejową magistralę węglową. W celu ułatwienia komunikacji powstał istniejący do dzisiaj wiadukt kolejowy, pod którym prowadziła droga leśna z Łażyna do Prądocina. Wedle relacji w Łażynie Dużym przeważała ludność polska (reemigranci z Francji i Belgii oraz przesiedleńcy z Małopolski), natomiast w Łażynie Małym – niemiecka. Mieszkańcy pracowali głównie jako robotnicy leśni, zbieracze owoców runa leśnego oraz drobni producenci wyrobów z drewna.
Łażyn do 1934 r. był gminą wiejską o powierzchni 198 ha, wchodzącą w skład powiatu bydgoskiego. Istniało tu 20 gospodarstw należących do mniejszości niemieckiej, które obejmowały łącznie 52% powierzchni wsi. Od 1934 r. Łażyn był gromadą wchodzącą w skład gminy Solec Kujawski. We wsi istniała szkoła elementarna. Uczęszczały do niej zarówno dzieci polskie, jak i niemieckie, ucząc się w swoim rodzinnym języku.
Podczas kampanii wrześniowej 1939 roku 4 km na północ od Łażyna przebiegała linia obrony Wojska Polskiego. Podczas walk polegli żołnierze 62. Pułku Piechoty Wielkopolskiej, a także żołnierze Wehrmachtu. Jesienią 1939 roku niektórzy niemieccy mieszkańcy Łażyna uczestniczyli w zbrodniczej działalności Selbstschutzu na terenie powiatu bydgoskiego.
Od 1940 do sierpnia 1945 r. wieś wchodziła w skład nowo utworzonej gminy Nowa Wieś Wielka, do czasu gdy gminę tę rozwiązano i wcielono do gminy Solec Kujawski. W 1941 r. miejscowość liczyła 820 mieszkańców.
W styczniu 1945 r. w obliczu ofensywy Armii Czerwonej, Niemcy opuścili wieś korzystając ze specjalnie podstawionego w tym celu pociągu na stacji kolejowej w Emilianowie. Nacierające wojska radzieckie uderzeniem oskrzydlającym ominęły Bydgoszcz, pozostawiając na tyłach oddziały niemieckie (m.in. na terenie Dobromierza, Łażyna i Prądocina), których likwidacją zajęli się żołnierze 47. Armii Radzieckiej i polscy czołgiści.
W latach 1945–1954 Łażyn był gromadą wiejską wchodząc w skład gminy Solec Kujawski. Gromada obejmowała tylko wieś Łażyn, podczas gdy leśnictwo Łażyn należało do gromady Kabat. W 1948 roku gromada posiadała powierzchnię 58 ha i zaludnienie 108 osób. Mieszkańcy trudnili się wyłącznie pracą w lasach. We wsi istniała jednoklasowa szkoła powszechna w budynku gminnym. Obsadę stanowił jeden nauczyciel. Szkołę zamknięto na początku lat 50., po czym otwarto ponownie w 1956 roku. W miejscowości założono również punkt biblioteczny.
W latach 1947–1953 w dyskusjach na temat nowego podziału administracyjnego prowadzonych między starostwem bydgoskim a samorządami, przedstawiciele wsi opowiadali się za przywróceniem gminy Nowa Wieś Wielka i włączeniem do niej wsi Łażyn. Po reformie administracyjnej z 25 września 1954 r. miejscowość znalazła się jako jedno z 16 sołectw w gromadzie Nowawieś Wielka.
W okresie powojennym rozróżniono w nazewnictwie dwie części wsi. Część północna zwana była Łażynem Dużym, natomiast część południowa – Łażynem Małym. Począwszy od lat 50. XX wieku następowało szybkie wyludnianie wsi. Mapy topograficzne z przełomu lat 60. i 70. wskazują, że w tym czasie wieś była już w stanie zaawansowanego zaniku. Dotyczyło to zwłaszcza Łażyna Dużego, gdzie w miejsce opuszczonych gospodarstw wkroczyła sukcesja leśna. Z powodu braku dzieci w 1964 roku w miejscowości zlikwidowano szkołę oraz punkt biblioteczny.
13 lutego 1974 r. mocą uchwały Gminnej Rady Narodowej w Nowej Wsi Wielkiej zlikwidowano sołectwo Łażyn i włączono je do sołectwa Dobromierz.

## Osoby związane z Łażynem
- Bł. Czesław Jóźwiak, syn powstańca wielkopolskiego Leona Jóźwiaka (ur. 4 kwietnia 1890 w Szymborzu, zm. 13 grudnia 1953 w Poznaniu), urodzony 7 września 1919 w Łażynie, beatyfikowany 13 czerwca 1999 przez Jana Pawła II pośród 108 błogosławionych męczenników wraz z pozostałymi czterema z Poznańskiej Piątki wychowanków salezjańskiego Oratorium w Poznaniu. Więzień m.in. Fortu VII w Poznaniu, zginął on męczeńską śmiercią zgilotynowany przez Niemców w 1942 roku w Dreźnie. Upamiętniony tabliczką na drzewie przy skrzyżowaniu dróg w centrum osady oraz 16,9-kilometrowym () szlakiem w Puszczy Bydgoskiej im. bł. Czesława Jóźwiaka, biegnącym od kościoła Najświętszej Maryi Panny Królowej Polski w Brzozie, przez dawną wieś Łażyn, gdzie znajduje się głaz z tablicą pamiątkową i dalej w kierunku południowym, kończąc się przy kościele pod wezw. Niepokalanego Poczęcia Najświętszej Maryi Panny w Nowej Wsi Wielkiej. Na trasie w punktach początkowych i węzłowych umieszczone są specjalne tablice z przebiegami szlaków pieszych gminy Nowa Wieś Wielka oraz z informacją o błogosławionym, a także drogowskazy. W samym Łażynie zaś, w pobliżu pamiątkowej tablicy została umieszczona kolejna, ukazująca historyczny zasięg nieistniejącej dziś wsi.[26]